# Le Bono
Le Bono is een gemeente in het Franse departement Morbihan (regio Bretagne). De plaats maakt deel uit van het arrondissement Lorient. De gemeente telde 2.594 inwoners op 1 januari 2022.

## Geschiedenis
Le Bono was vroeger slechts een gehucht in de gemeente Plougoumelen, maar werd in 1947 een zelfstandige gemeente.

## Bezienswaardigheden

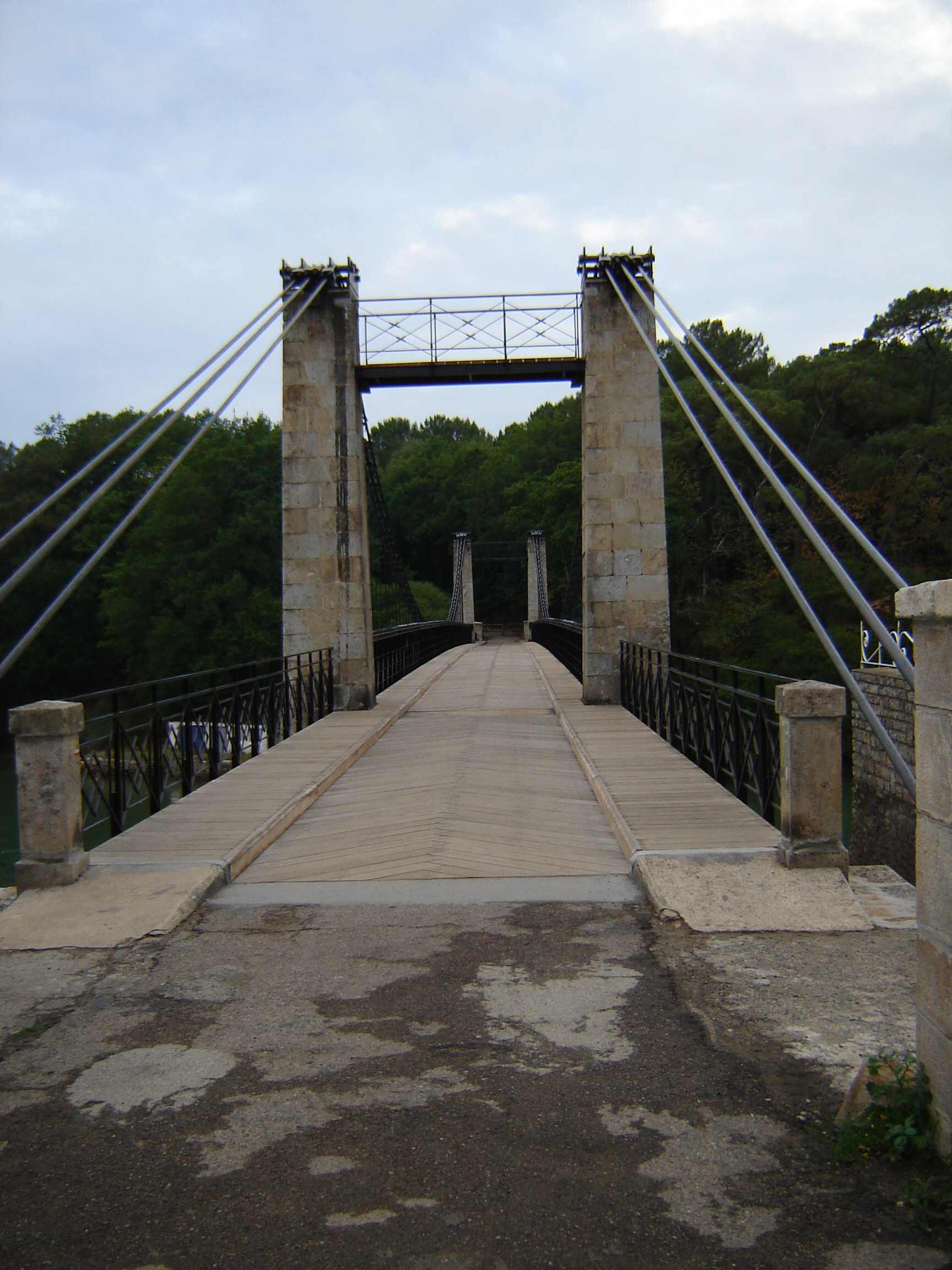
Oude hangbrug in Le Bono

## Geografie
De oppervlakte van Le Bono bedroeg op 1 januari 2022 5,96 vierkante kilometer; de bevolkingsdichtheid was toen 435,2 inwoners per km².

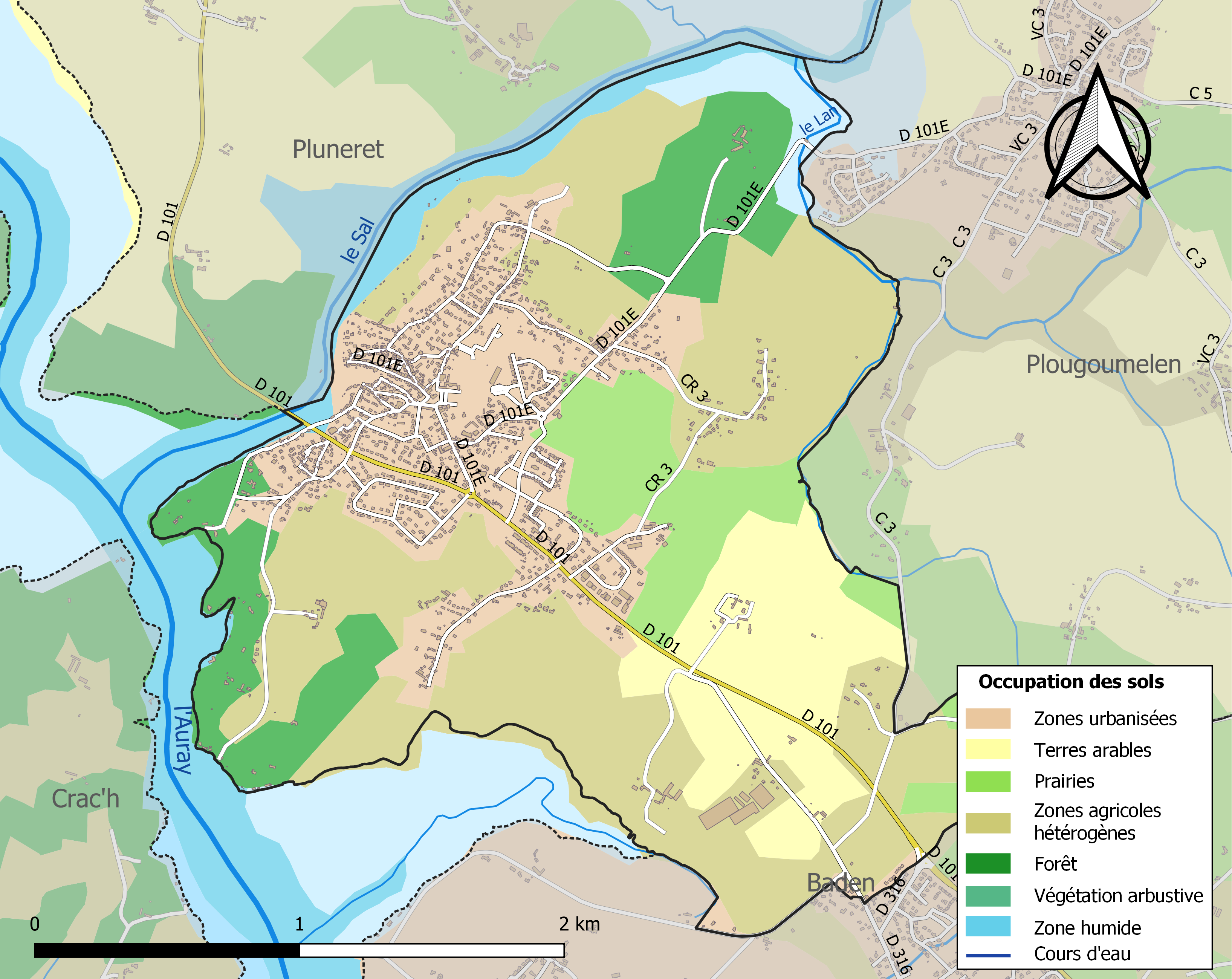
Kaart van de gemeente met de belangrijkste infrastructuur, bodemgebruik en omliggende gemeenten

## Demografie
Onderstaande figuur toont het verloop van het inwonertal (bron: INSEE-tellingen).

## Afbeeldingen

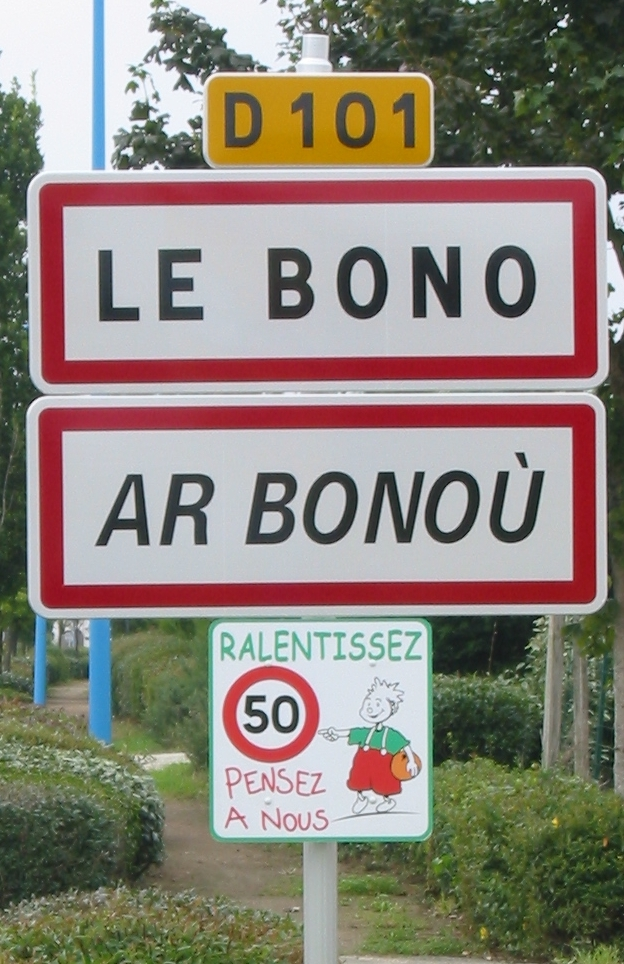
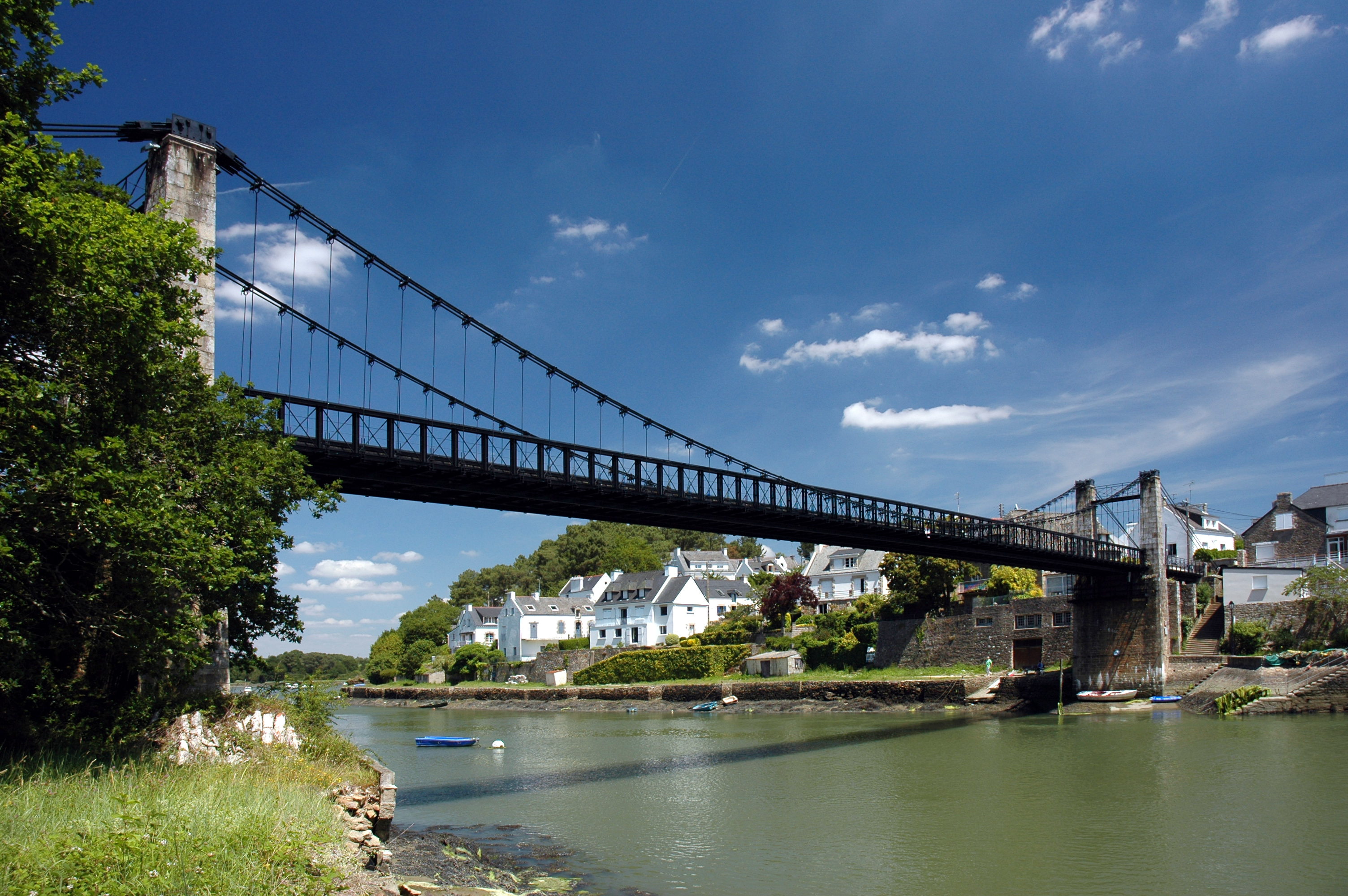
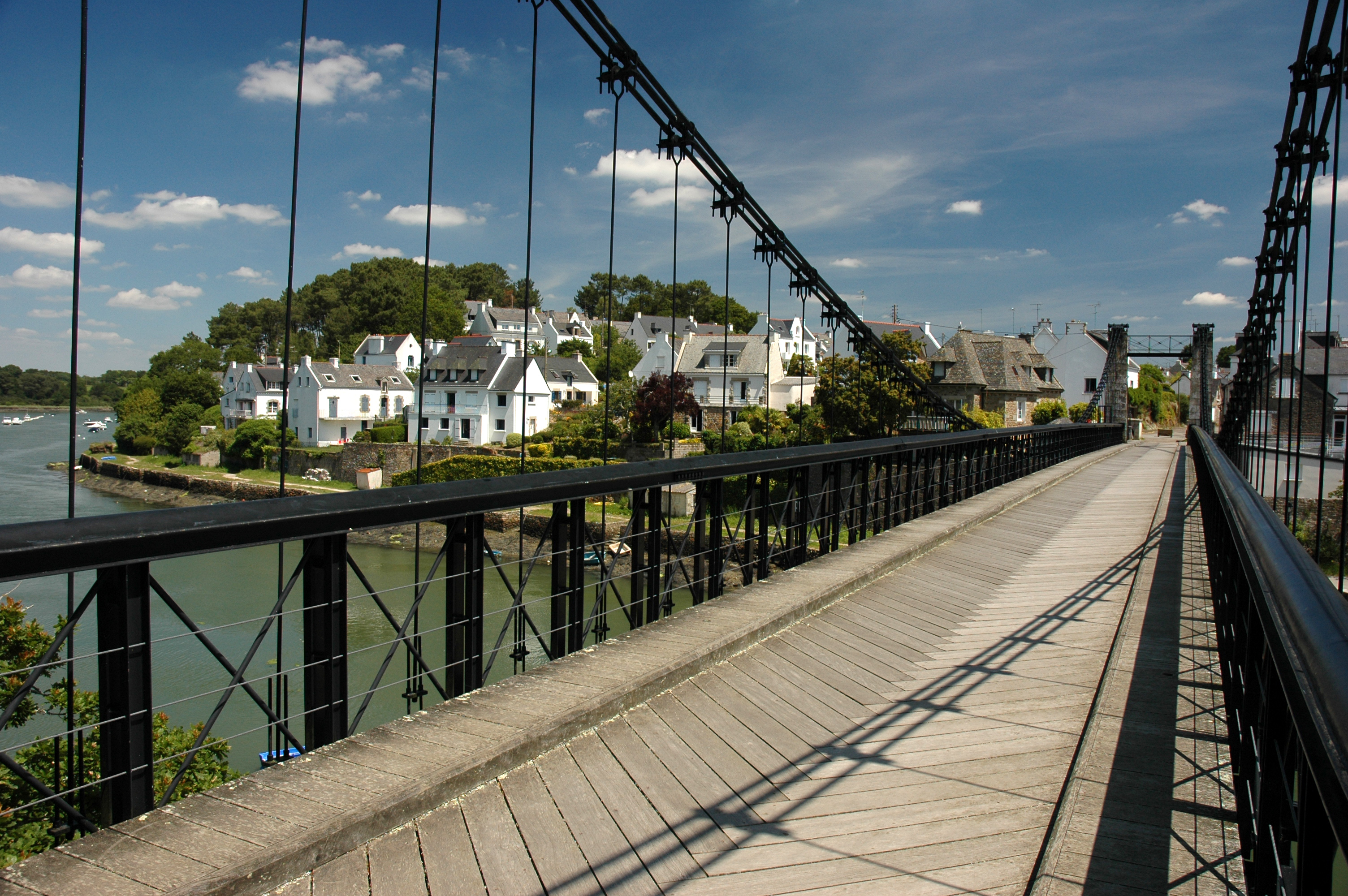
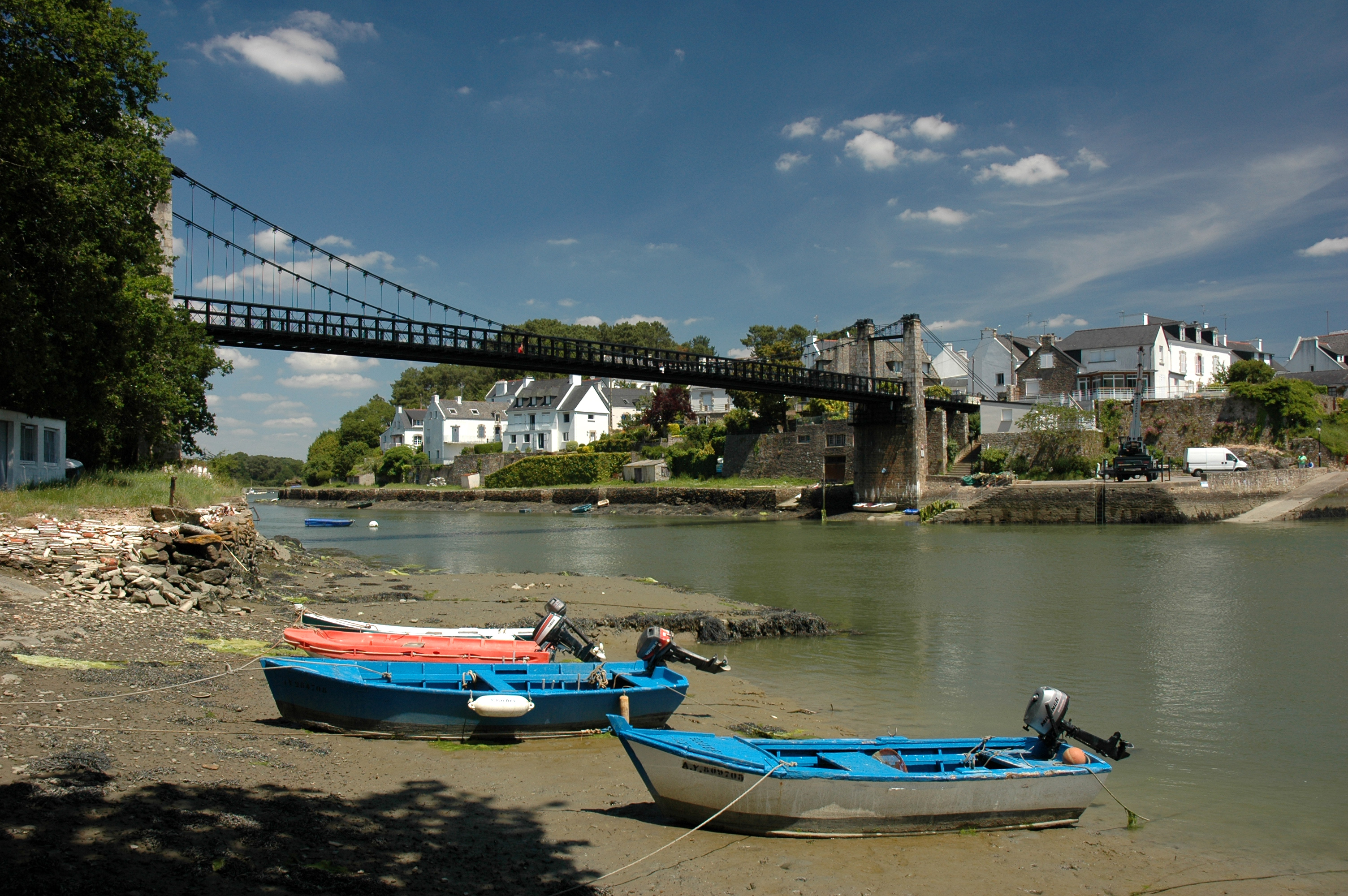
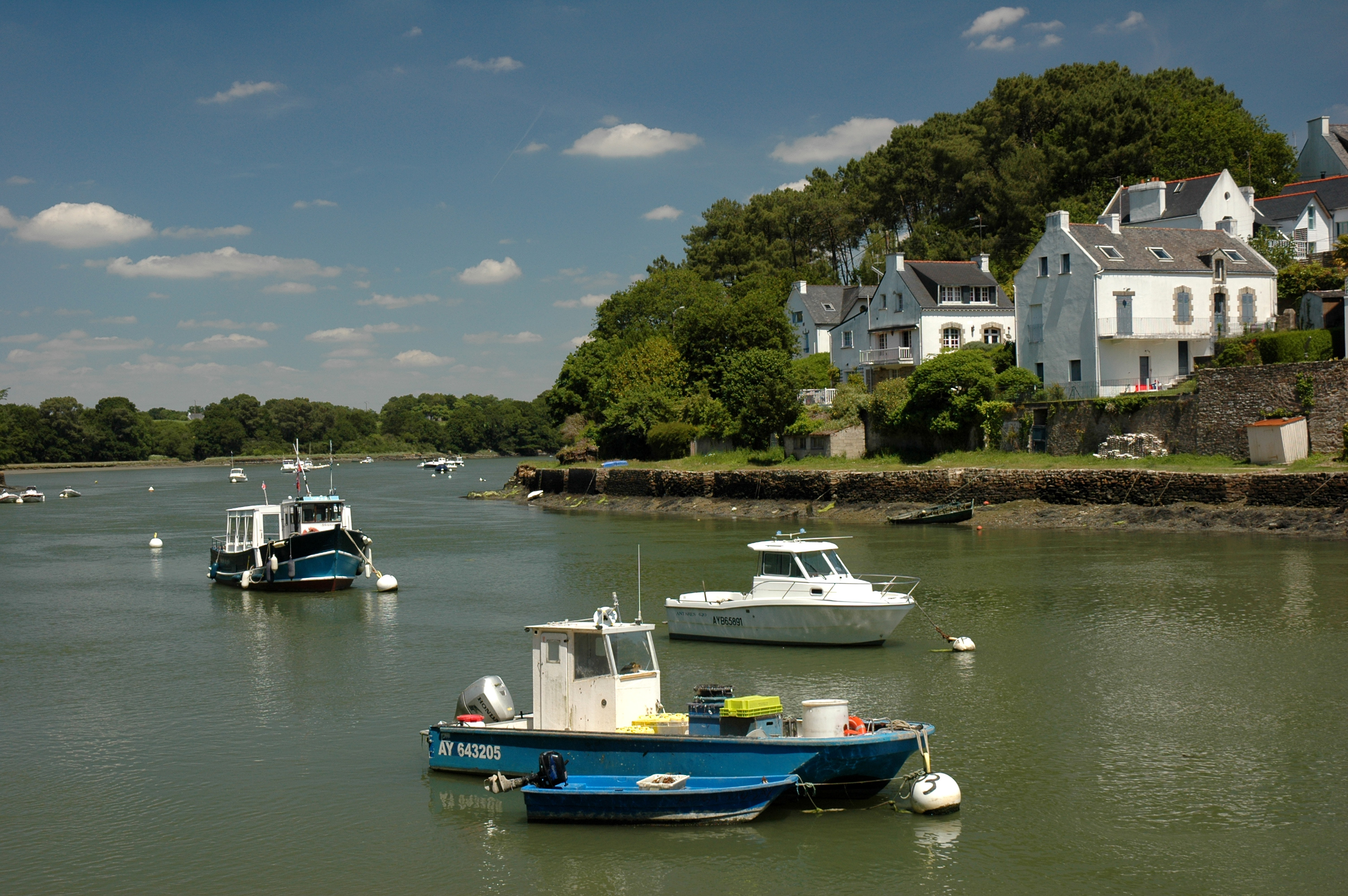
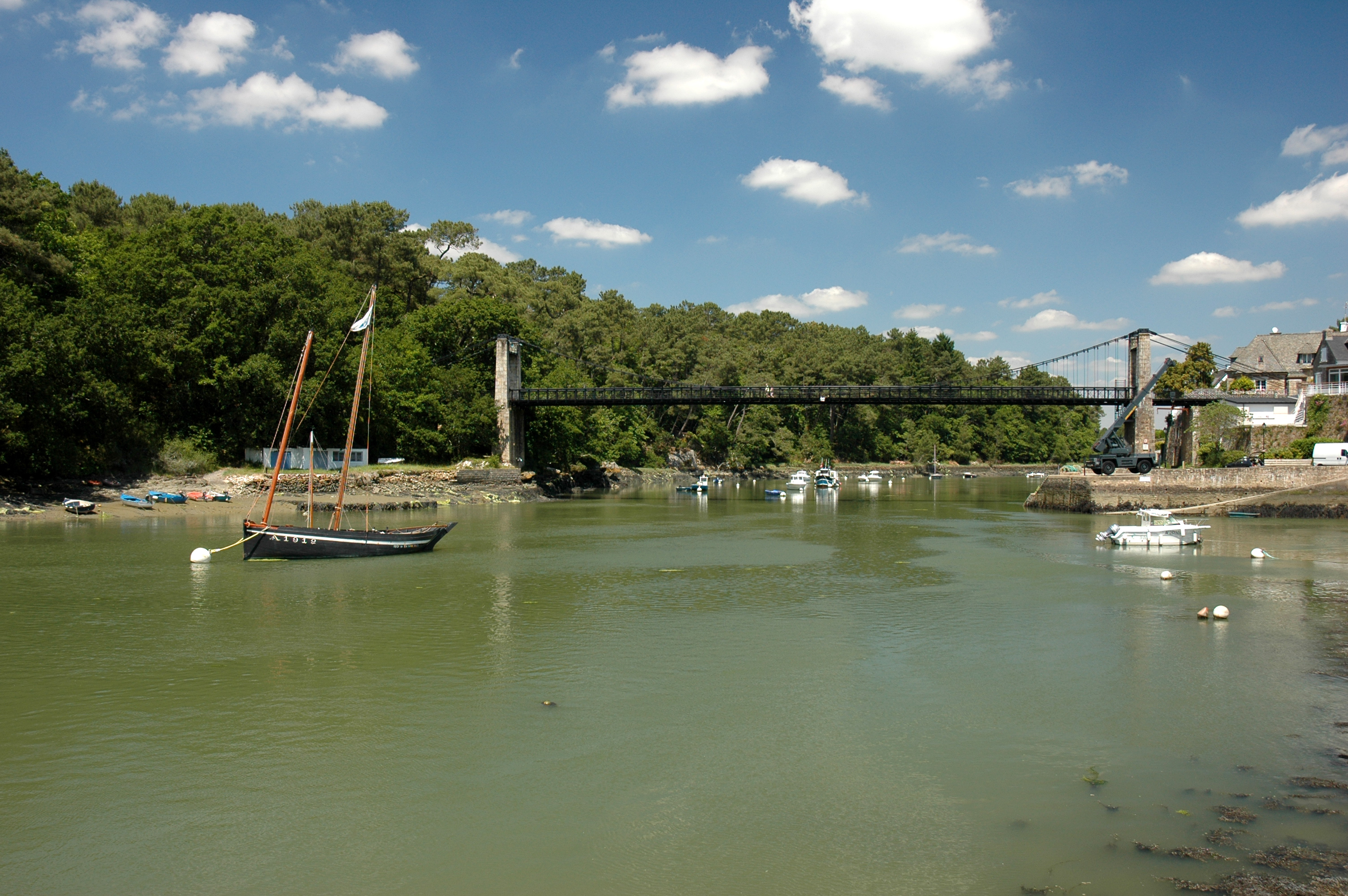
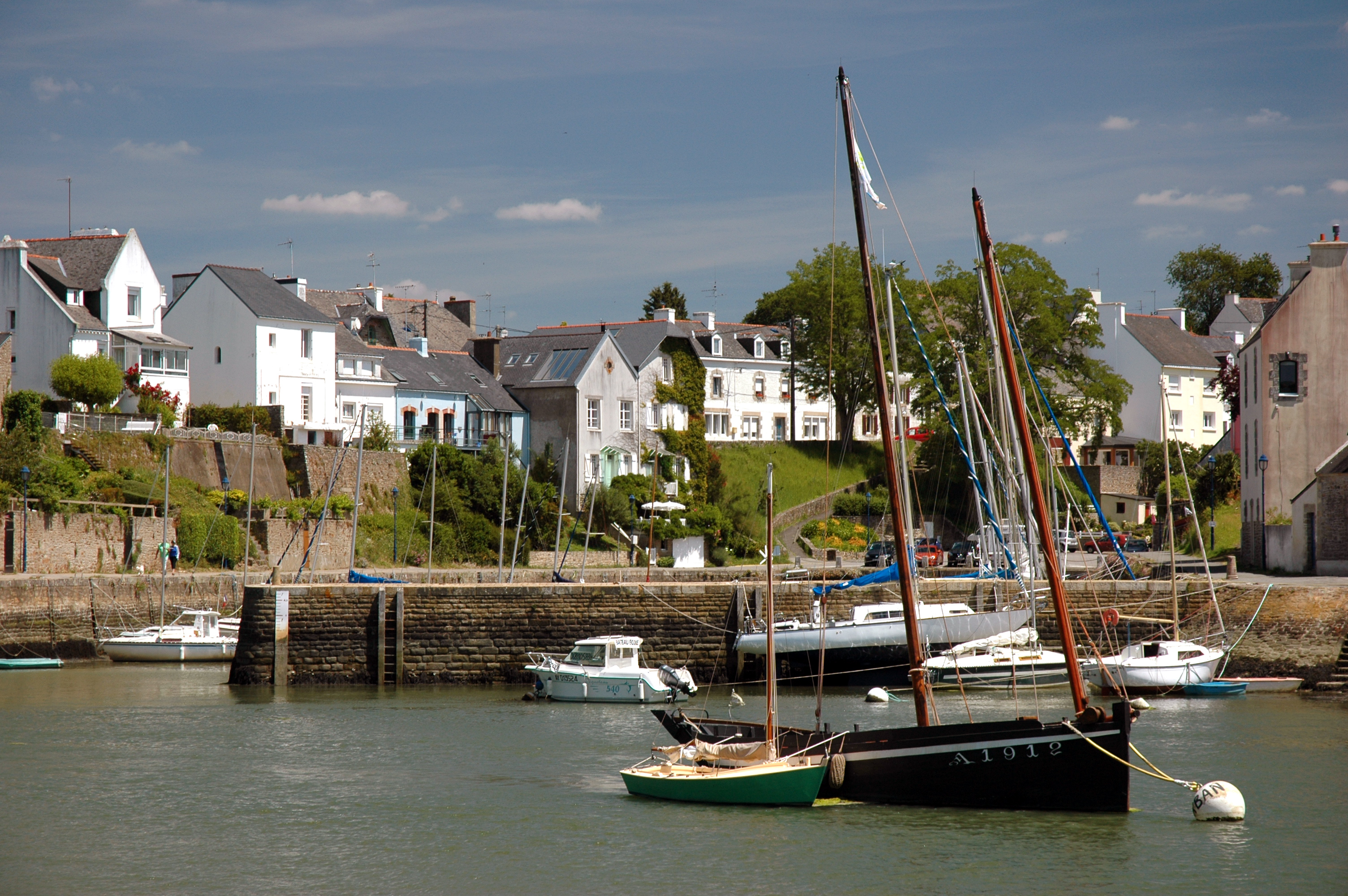